# Clinton (hrabstwo Dutchess)
Clinton – miasto w Stanach Zjednoczonych, w stanie Nowy Jork, w hrabstwie Dutchess.